# Yahya ibn Mu'adh ibn Muslim
Yahya ibn Mu'adh ibn Muslim fue un alto funcionario y gobernador del Califato abasí.
Ibn Mu'adh era hijo del maula persa Mu'adh ibn Muslim, miembro señalado de los jorasaníes partidarios de los abasíes que había servido a los primeros califas de esta familia en calidad de gobernador. En el 806 el califa Harún al-Rashid envió a Ibn Mu'adh al Levante a acabar con el bandido Abu al-Nida. Ibn Mu'adh cumplió con la tarea y sirvió de gobernador de toda la región durante un año. Acompañó seguidamente al califa al Jorasán para enfrentarse al rebelde Rafi ibn al-Laíz; tras fallecer al-Rashid en el 809, permaneció en Jorasán junto al segundo hijo del difunto, al-Mamún. Cuando estalló la guerra civil con al-Amín, al-Mamún le ofreció ser su visir, pero rehusó el puesto, que ocupó al-Fadl ibn Sahl y permaneció neutral en el conflicto. Al terminar la guerra civil fungió de gobernador de la Mesopotamia superior y de Armenia, y marchó contra los jurramitas de Babak Jorramdin. Murió en el 821/822.
Sus hijos, Ahmad, Ishaq y Sulayman, también sirvieron como gobernadores y desempeñaron otros cargos destacados de la corte califal.